# Scaptomyza acronastes
Scaptomyza acronastes är en tvåvingeart som beskrevs av Hardy 1965. Scaptomyza acronastes ingår i släktet Scaptomyza och familjen daggflugor. Inga underarter finns listade i Catalogue of Life.